# Station Zohor
Station Zohor (Slowaaks: Železničná stanica Zohor) is een treinstation in de Slowaakse gemeente Zohor.

## Ligging
Het station is gelegen in het westen van Slowakije, in de regio Bratislava, in het district Malacky. Het ligt aan de noordoostelijke grens van de gemeente Zohor, aan de straat « Staničná » (Stationsstraat).

## Geschiedenis
Het station werd in dienst gesteld in 1891 als onderdeel van de in aanleg zijnde spoorlijn Bratislava – Břeclav.

## Lijnen
Station Zohor ligt aan de volgende spoorlijnen:
- 110: Bratislava – Břeclav (Tsjechië)
- 112: Zohor - Plavecký Mikuláš (op 2 februari 2003: regelmatig passagiersverkeer opgeschort)
- 113: Zohor – Záhorská Ves (op 14 december 2019: regelmatig passagiersverkeer opgeschort).

Alhoewel er op lijn 112 geen regelmatige reizigerstreinen meer rijden, reden vanaf april 2017 tot oktober 2017 tijdens de weekends toch nog twee paar ŽSSK-passagierstreinen. Deze werden in hoofdzaak door toeristen gebruikt. Het traject was beperkt tot Zohor – Plavecké Podhradie in plaats van Plavecký Mikuláš.
Het station van de gemeente Záhorská Ves op lijn 113 is het meest westelijk gelegen spoorwegstation in Slowakije. Het ligt in vogelvlucht op ongeveer 500 meter afstand van de grens met Oostenrijk.

## Dienstverlening
Het reizigersverkeer wordt georganiseerd door de ŽSSK.
Er zijn vier perrons met gelijkgrondse toegang.
Vlak bij het station, in de straat « Staničná », is een autobushalte.

## Treindienst
In station Zohor rijden:

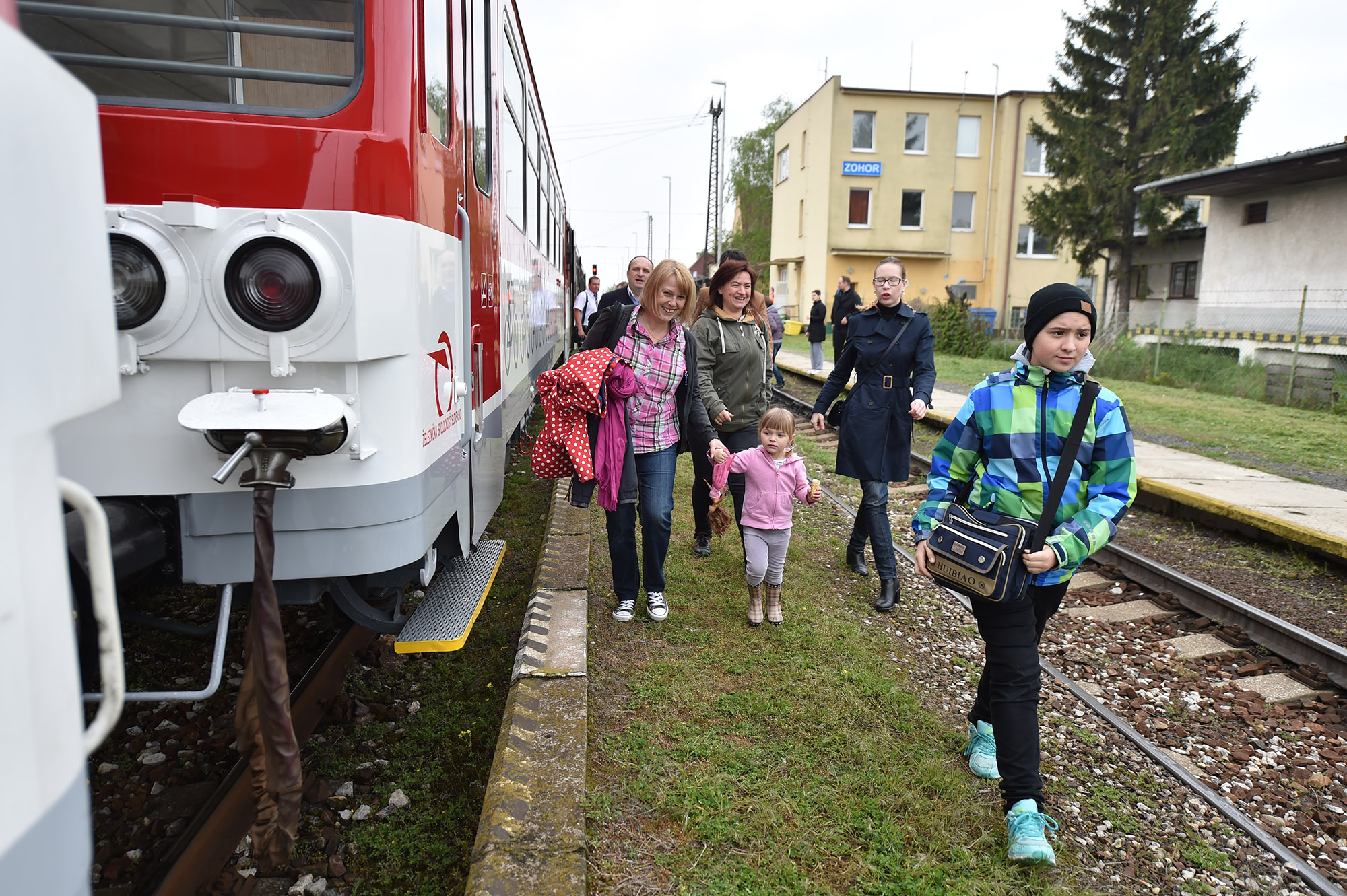
Aankomst van een toeristische trein in Zohor, georganiseerd op 29 april 2017

- passagierstreinen in de richting Bratislava, alsook in de richting Kúty en Tsjechië (zo nodig met overstap),
- goederentreinen.